# سي. أندرسون
سي. أندرسون (بالإنجليزية: C. J. Anderson) (و. 1991  م) هو لاعب كرة قدم أمريكية، من الولايات المتحدة، ولد في فاليجو، كاليفورنيا، يلعب كراكض للخلف ‏.

## التعليم
تعلم في Jesse M. Bethel High School ‏.

## روابط خارجية
- سي. أندرسون على موقع مرجع كرة القدم المحترفة.كوم (الإنجليزية)